# Vi Bảo Hành
Vi Bảo Hành (giản thể: 韦保衡; phồn thể: 韋保衡; bính âm: Wéi Bǎohéng, ? - 873), tên tự Uẩn Dụng (蘊用), là một quan lại triều Đường. Ông có quyền lực rất lớn vào cuối triều đại của nhạc phụ là Đường Ý Tông, chức quan lên đến thượng thư, tư đồ và trở thành quan lại quyền lực nhất trong triều đình. Tuy nhiên, sau khi Đường Ý hoàng đế giá băng thì ông bị cáo buộc phạm tội rồi bị đưa đi lưu đày, sau lại bị ép tự sát.

## Thân thế
Ông là thành viên của danh tộc họ Vi ở Kinh Triệu, thuộc chi được gọi là Bình Tề công — được đặt theo một trong các tổ tiên của ông là Vi Thiến (韋瑱), người mang tước Bình Tề công vào thời Bắc Chu. Tổ tiên phụ hệ của Vi Bảo Hành từng làm quan cho nhà Hán, Tào Ngụy, Bắc Ngụy, Bắc Chu, nhà Tùy, và nhà Đường. Tổ phụ của ông là Vi Nguyên Trinh (韋元貞) không được liệt kê giữ chức quan nào, mặc dù cả Vi Nguyên Trinh và phụ thân của Bảo Hành là Vi Khác (韋愨) đỗ tiến sĩ, Vi Khác làm quan trong triều, cuối cùng được giữ chức Vũ Xương tiết độ sứ. Theo Tể tướng thế hệ biểu trong Tân Đường thư, Vi Bảo Hành có ít nhất một huynh là Vi Đức Lân (韋德鄰), và có ít nhất năm đệ là Vi Bảo Ân (韋保殷), Vi Thận Tư (韋慎思), Vi Bảo Phạm (韋保範), Vi Bảo Nghệ (韋保乂), và Vi Bảo Hiệp (韋保合), sau đó họ đều được làm quan.

## Thời Đường Ý Tông
Năm 864, trong thời gian trị vì của Đường Ý Tông, Vi Bảo Hành thi đỗ Tiến sĩ. Năm 869, khi Vi Bảo Hành đương giữ chức Hữu thập di trong Trung thư tỉnh, Đường Ý Tông gả con gái là Đồng Xương công chúa (do Quách thục phi sinh) cho Vi Bảo Hành, và ban cho họ một phủ đệ ở Quảng Hóa Lý, Vi Bảo Hành trở thành phò mã đô úy. Theo mô tả, Đường Ý Tông trao cho con gái rất nhiều của hồi môn là châu báu:
Các cửa [của phủ đệ] đều được trang trí bằng các loại trang sức. Thậm chí ở lan can của giếng nước, cối giã, máng, và rương đều được làm bằng vàng và bạc. Thậm chí nia và giỏ còn được đan bằng sợi vàng.

Vi Bảo Hành sau đó được thăng chức Tả gián nghị đại phu, một chức vụ tham mưu cấp cao tại Môn Hạ tỉnh, cũng như Hàn lâm học sĩ. Năm 870, ông phối hợp với thượng thư Lộ Nham (路巖) buộc tội tướng Khang Thừa Huấn (康承訓)- người mới trấn áp cuộc nổi dậy của Bàng Huân, kết quả là Khang Thừa Huấn bị đảy ải. Cũng trong năm đó, khi đang giữ chức Binh bộ thị lang, và Hàn lâm học sĩ thừa chỉ, Vi Chiêu Độ được bổ nhiệm giữ chức Đồng bình chương sự, tức tể tướng. Do kết hôn với Đồng Xương công chúa, Vi Bảo Hành được phép tùy ý vào hoàng cung và thường dự tiệc với Quách thục phi, khiến phát sinh lời đồn đại rằng ông có quan hệ tình ái với Quách thục phi.
Vào mùa thu năm 870, Đồng Xương công chúa qua đời, Đường Ý Tông rất đau buồn và tức giận. Hoàng đế cho xử tử nhóm hàn lâm y quan chịu trách nhiệm chữa trị cho công chúa, và bắt giữ khoảng 300 họ hàng của họ, bất chấp lời khuyên can của Đồng bình chương sự Lưu Chiêm và Kinh Triệu doãn Ôn Chương (溫璋). Sau khi Lưu Chiêm bị bãi chức và Ôn Chương tự sát, Lộ Nham và Vi Bảo Hành vu cáo Lưu Chiêm âm mưu cùng các hàn lâm y quan đầu độc Đồng Xương công chúa, kết quả Lưu Chiêm bị đưa đi lưu đày ở Hoan châu.
Bất chấp việc Đồng Xương công chúa qua đời, quyền lực của Vi Bảo Hành vẫn không giảm đi, ông trở nên xung đột với Lộ Nham. Vi Bảo Hành buộc tội Lộ Nham trước Đường Ý Tông, kết quả Lô Nham bị bãi chức thượng thư vào năm 871. Sau đó, bằng các biện pháp tương tự, ông loại bỏ được Thượng thư hữu bộc xạ Vu Tông (vào năm 872) và Thượng thư tả bộc xạ Vương Đạc (vào năm 873), cả hai người này từng tỏ vẻ xem thường ông. Một nhóm quan lại cũng bị cáo buộc kết giao với Vu Tông và bị giáng chức, bao gồm Tiêu Cấu. (Các hành động của Vi Bảo Hành nhằm chống Vương Đạc và Tiêu Cấu được đánh giá là rất trái ngược với quan hệ tình cảm giữa các quan lại đương thời, do Vương Đạc là chủ văn khi Vi Bảo Hành thi khoa cử, còn Tiêu Cấu thì đỗ tiến sĩ cùng năm với Vi Bảo Hành.)

## Thời Đường Hy Tông trị vì
Đường Ý Tông qua đời vào năm 873, kế vị là Đường Hy Tông. Chuẩn theo di mệnh của Đường Ý Tông, Vi Bảo Hành trở thành người nhiếp chính trong thời gian Đường Hy Tông để tang. Tuy nhiên, các đối thủ nhanh chóng ra tay, và dựa theo những lời buộc tội của họ, đến mùa thu năm 873, ông bị biếm làm Hạ châu thứ sử, sau lại bị biếm làm Trừng Mại (huyện) lệnh. Cuối cùng, ông tuân lệnh mà tự sát, Vi Bảo Nghệ sau đó cũng bị lưu đày.